# برايان كيلهير
برايان كيلهير (بالإنجليزية: Brian Kelleher) هو فنان قتال مختلط أمريكي، ولد في 19 أغسطس 1986 في أوشنسايد في الولايات المتحدة.

## وصلات خارجية
- برايان كيلهير على موقع يو إف سي (الإنجليزية)
- برايان كيلهير على موقع بيلاتور (الإنجليزية)
- برايان كيلهير على موقع شيردوغ (الإنجليزية)
- برايان كيلهير على موقع Tapology.com (الإنجليزية)
- برايان كيلهير على موقع IMDb (الإنجليزية)
- برايان كيلهير على موقع قاعدة بيانات الفيلم (الإنجليزية)